# Sinan Erdem Spor Salonu

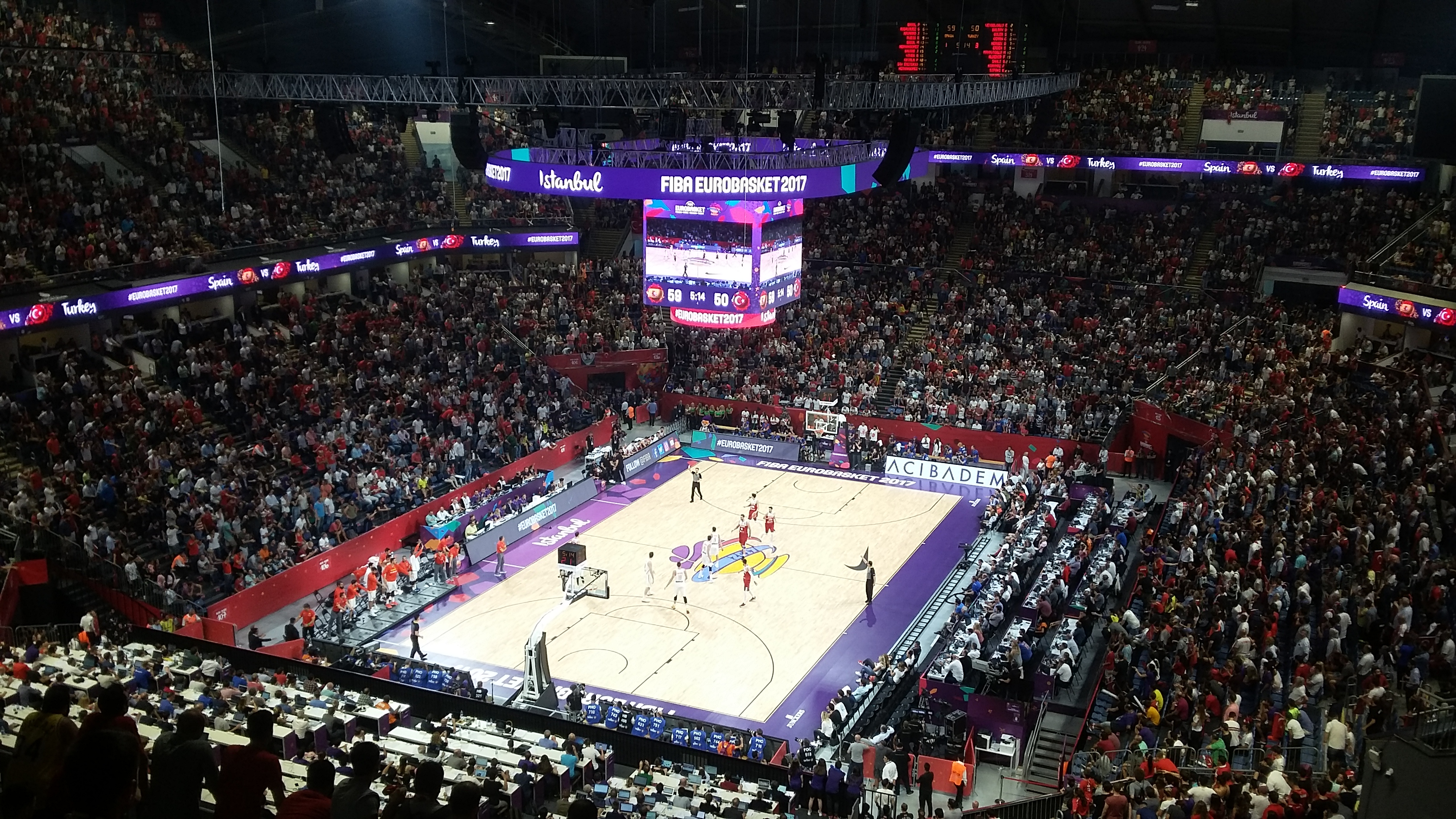
Sinan Erdem Spor Salonu.

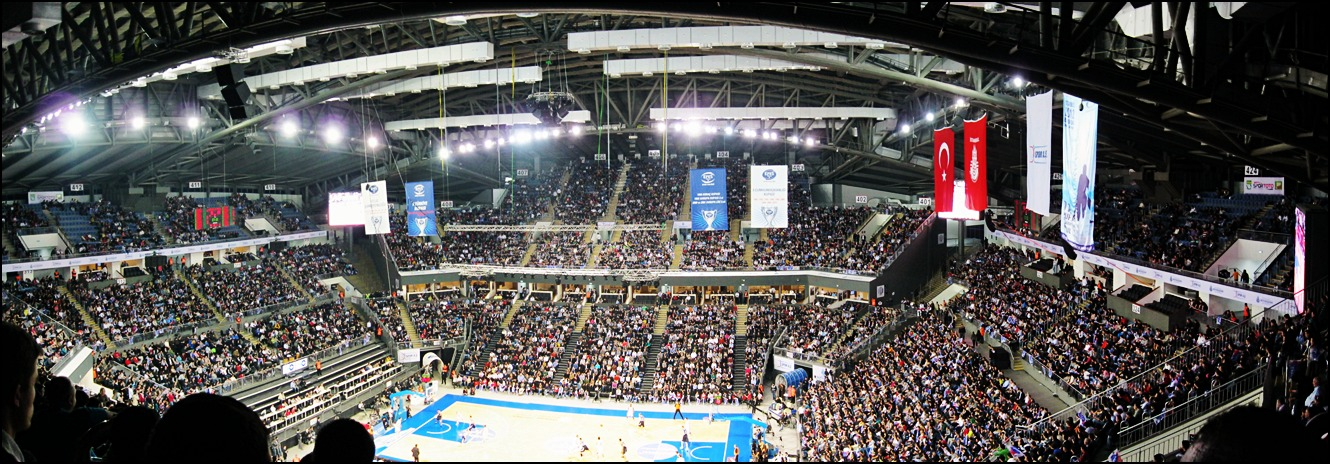
Panorama del partido Real Madrid vs Efes Pilsen que se disputó en el Sinan Erdem Sports Hall 17 de febrero de 2011.

El Sinan Erdem Spor Salonu, conocido originalmente como Ataköy Spor Salonu es un recinto deportivo cubierto situado en la parte europea de la ciudad de Estambul, en Turquía.
Tiene capacidad para 16 000 personas, lo que le convierte en el más grande de Turquía y en el tercero más grande de Europa. Su construcción contó con un presupuesto de unos 47 millones de dólares. 
Recibe su nombre en honor a Sinan Erdem, que fue presidente del Comité Olímpico de Turquía desde 1989 hasta su fallecimiento en 2003.
Acogió la fase final del Campeonato del Mundo de baloncesto 2010. En tanto, el WTA Tour Championships de tenis femenino se jugó allí entre 2011 y 2013.
Acogió la fase final de la Euroliga Final Four 2012.
Es el pabellón en el que juega sus partidos como local el equipo de baloncesto Anadolu Efes S.K.
| Predecesor: Aspire Dome Doha 2010 | Sede del Campeonato del Mundo de Atletismo en Pista Cubierta Estambul 2012 | Sucesor: Ergo Arena Sopot 2014 |